# 黄棕芒毛苣苔
黄棕芒毛苣苔（学名：Aeschynanthus bracteatus var. orientalis）为苦苣苔科芒毛苣苔属下的一个变种。其种加词 bracteatus 意为“具苞片的”。其变种加词 orientalis 意为“东部的”。
其接受名为显苞芒毛苣苔（Aeschynanthus bracteatus Wall. ex A.DC., 1845）。